# NGC 5256
NGC 5256 је спирална галаксија у сазвежђу Велики медвед која се налази на NGC листи објеката дубоког неба.
Деклинација објекта је + 48° 16' 39" а ректасцензија 13h 38m 17,4s. Привидна величина (магнитуда) објекта NGC 5256 износи 13,1 а фотографска магнитуда 13,9. NGC 5256 је још познат и под ознакама UGC 8632, MCG 8-25-31, MK 266, IRAS 13362+4831, CGCG 246-21, 1ZW 67, KCPG 388A, PGC 48192.